# Серена (филм)
Серена (енгл. Serena) је филмска драма из 2014. године у режији Сузан Бир, по истоименом роману Рона Раша из 2008. године. Бредли Купер и Џенифер Лоренс глуме младенце који заједно воде посао у Северној Каролини 1930-их.
Премијерно је приказан 13. октобра 2014. године на филмском фестивалу у Лондону, док је 12. новембра пуштен у биоскопе у Француској, односно 27. марта 2016. године у САД. Приказивање у биоскопима у Србији се десило нешто раније, тачније 2. јануара 2015. године.

## Радња
Планине Северне Каролине крајем 1920-их година — Џорд и Серена Пембертон, заљубљени младенци почињу да граде њихово шумско царство. Серена убрзо доказује да је равна сваком мушкарцу: надгледа шумске раднике, лови чегртуше, спашава животе у дивљини. Пембертони неће допустити да ишта стане на пут њиховој љубави и амбицијама, али када Серена открије Џорџову скривену прошлост и суочи се са својом судбином коју не може да промени, овај страствени брак креће да се распада што води до драматичног обрачуна.

## Улоге
| Глумац          | Улога             |
| --------------- | ----------------- |
| Бредли Купер    | Џорџ Пембертон    |
| Џенифер Лоренс  | Серена Пембертон  |
| Рис Иванс       | Галовеј           |
| Шон Харис       | Кембел            |
| Тоби Џоунс      | шериф Макдауел    |
| Сем Рид         | Џо Вон            |
| Давид Денсик    | господин Бјукенан |
| Конлет Хил      | др Чејни          |
| Блејк Ритсон    | Ловенстајн        |
| Нед Денехи      | Ледбетер          |
| Черити Вејкфилд | Агата             |
| Мајкл Рајан     | Колдфилд          |
| Ким Боднија     | Ејб Херман        |
| Ана Улару       | Рејчел Херман     |
| Бодил Јергенсен | госпођа Слоун     |
| Даглас Хоџ      | Хорас Кепхарт     |